# NGC 3398
NGC 3398 este o galaxie spirală situată în constelația Ursa Mare. A fost descoperită în 17 aprilie 1789 de către William Herschel.